# Kaempferia champasakensis
Kaempferia champasakensis är en enhjärtbladig växtart som beskrevs av Chayan Picheansoonthon och Koonterm. Kaempferia champasakensis ingår i släktet Kaempferia och familjen Zingiberaceae.
Artens utbredningsområde är Laos. Inga underarter finns listade i Catalogue of Life.